# Mesene colombica
Mesene colombica är en fjärilsart som beskrevs av Adalbert Seitz 1917. Mesene colombica ingår i släktet Mesene och familjen Riodinidae. Inga underarter finns listade i Catalogue of Life.